# مهند الفلوجي
مهند الفلوجي هو جراحٌ وباحثٌ عراقي بريطاني، يعمل جراحًا استشاريًا متخصصًا في جراحة القولون والمستقيم في المملكة المتحدة. كما أنه مهتمٌ بتاريخ الطب والجراحة العربية، ويُشرف على «معهد تاريخ الطب والعلوم عند العرب والمسلمين» في لندن. يُعرف بنشره كتاب «معجم الفردوس: قاموس الكلمات الإنجليزية ذوات الأصول العربيَّة» عام 2012 ميلاديًا.

## حياته
وُلد مهند عبد الرزاق الفلوجي عام 1952 ميلاديًا في بغداد. حصل على درجة البكالوريوس في الطب والجراحة من كلية الطب بجامعة بغداد عام 1976 ميلاديًا. كان قد انتقل إلى المملكة المتحدة، وحصل من جامعة لندن على درجة الدكتوراه في فلسفة الطب عام 1988، وكان عنوان الأطروحة «Colorectal Vascular Patterns in Health and Disease: An Applied Anatomy, Physiology and Pharmacology at Microcirculation Level» (بالعربية: أنماط الأوعية الدموية للقولون والمستقيم في الصحة والمرض- دراسة تطبيقية في التشريح والفسلجة وعلم الأدوية على مستوى الدورة الدموية المجهرية).
يحمل أيضًا دبلوم مُتقدم في القانون من جامعة هدرسفيلد في المملكة المتحدة. أيضًا هو زميل كلية الجراحين الملكية بإنجلترا وإيرلندا. عمل مهند أستاذًا مساعدًا في جامعة العين، وأستاذًا في الجراحة في بنغازي، وأستاذًا زائرًا في عدة بلدانٍ أُخرى. عيّن منذ أوائل التسعينات جراحًا استشاريًا متخصصًا في جراحة القولون والمستقيم في المملكة المتحدة. يُشرف على «معهد تاريخ الطب والعلوم عند العرب والمسلمين» (اختصارًا IHAMS) في لندن.

## مؤلفاته
نشر مهند الفلوجي أكثر من 70 بحثًا علميًا جميعها بالإنجليزية. كما طُبع له مرجعين بالإنجليزية عبر بترورث-هاينمان [الإنجليزية]، وهي:
- كتاب «Postgraduate surgery: the candidate's guide» (بالعربية: الجراحة المتقدمة)،[4] صدر عام 1986 (ردمك 9780750615914)
- كتاب «Clinical radiology in postgraduate surgery» (بالعربية: علم الأشعة السريري في الجراحة المتقدمة)، صدر عام 1992 (ردمك 9780750603034)

كان قد نشر بحوثًا حول تاريخ الطب والجراحة العربية عبر المجتمع البريطاني في تاريخ الطب [الإنجليزية] في جامعة دندي عام 2007، وهي:
- «التأثيرات العربية في تسمية المصطلحات الطبية»
- «الجروح البطنية في تاريخ العسكرية العربية»
- «التخدير الشمي (العام) في تاريخ الطب العربي»

كما نشر عن مكتبة العبيكان في عام 2012 ميلاديًا الموافق 1433 هجريًا كتاب «معجم الفردوس: قاموس الكلمات الإنجليزية ذوات الأصول العربيَّة» (ردمك 978-9960-54-784-8).